# Baumannova jeskyně
Baumannova jeskyně (německy Baumannshöhle) je krápníková jeskyně v německém pohoří Harz. Je tvořena vápencem a pochází z období devonu. Leží u Rübelandu ve spolkové zemi Sasko-Anhaltsko a stejně jako sousední Hermannova jeskyně je součástí geologického Elbingerodského komplexu v údolí řeky Bode. Její nadmořská výška je 440 m a celková délka chodeb dosahuje 1950 m, z toho 600 m je zpřístupněno veřejnosti. Teplota uvnitř jeskyně činí 8 až 9 °C. Byly zde nalezeny kosti medvěda jeskynního, vnitřní prostory jsou také zimovištěm netopýrů.
Jeskyně je pojmenována podle horníka Friedricha Baumanna, který ji podle místní pověsti objevil. Mělo se to stát v roce 1536 a proto bylo v roce 1936 slaveno čtyřsté výročí, avšak doklady pro toto tvrzení chybějí. Potvrzeno je, že roku 1649 byl Valentin Wagner jmenován průvodcem v Baumannshöhle, jde tedy o nejstarší zpřístupněnou jeskyni v Německu. V roce 1668 vydal Rudolf August Brunšvicko-Wolfenbüttelský zákaz ničení krápníků, což byla první zákonná ochrana přírodní památky v německé historii. Místo se stalo populární atrakcí a navštívili je také Johann Wolfgang von Goethe a Gottfried Wilhelm Leibniz. Jeskyně byla také námětem pro umělce jako Matthäus Merian a Conrad Buno. V roce 1892 bylo pro návštěvníky zavedeno elektrické osvětlení. Největší prostor se nazývá Goethův sál a je využíván ke kulturním akcím. Bylo zde také vybudováno umělé jezírko Wolfgangsee. Největší stalagmit je známý jako „Strom života“. Od roku 2000 je v jeskyni možno pořádat svatební obřady. Ročně sem přijde okolo 90 000 návštěvníků. 